# Гамма-вариант SARS-CoV-2
Гамма-штамм коронавируса SARS-CoV-2 (линия P.1) — штамм COVID-19.
Линия B.1.1.248 была обнаружена в Токио 6 января 2021 года Национальным институтом инфекционных заболеваний (NIID). Новый штамм был обнаружен у четырёх человек, прибывших в Токио из штата Амазонас 2 января 2021 года. Государственный бразильский фонд Освальду Круса подтвердил свое предположение о том, что этот штамм был распространен в тропических лесах Амазонки. Данный штамм SARS-CoV-2 имеет 12 мутаций в спайковом белке, включая N501Y и E484K.
В своей предварительной публикации исследования Каролина М. Волоч и соавторы идентифицировали новую линию SARS-CoV-2, 'B.1.1.248', распространённую в Бразилии и произошедшую от штамма B.1.1.28. В исследовании описывается, что новый штамм  появился в июле и был впервые обнаружен в октябре, но на момент публикации (декабрь 2020 г.), хоть количество зафиксированных случаев для этого конкретного штамма и значительно увеличилась, его распространение все ещё в основном ограничивалось столицей штата Рио-де-Жанейро.
Данный штамм вызвал вспышку заболеваемости в городе Манаус, хотя город уже испытал массовое заражение в мае. Исследование также выявило высокую распространенность серотипов антител к SARS-CoV-2.
11 февраля 2021 глава Министерства здравоохранения Бразилии Эдуардо Пасуелло сообщил о том, что данный штамм в три раза заразнее «оригинального» SARS-CoV-2.
В России "бразильский" штамм был впервые выявлен в июле 2021 года, но не получил большого распространения.

### Комментарии
1. ↑  Другие наименования:
– 20J/501Y.V3
– 202101/02 (VOC-202101/02)[1]
– Бразильский штамм[2][3][4]